# Projeto Fedora
O Projeto Fedora é o projeto independente responsável pelo desenvolvimento do Fedora Linux, uma das distribuições baseada no Linux. O Projeto Fedora é uma comunidade com o objetivo de criar uma plataforma de software livre e de código aberto, colaborar e compartilhar soluções focadas no usuário, construídas nessa plataforma. Fundado em 2003 como resultado de uma fusão entre os projetos Red Hat Linux e Fedora, o projeto é patrocinado principalmente pela Red Hat (uma subsidiária da IBM) e composta por uma comunidade de usuários, contribuidores voluntários e funcionários da Red Hat.

## História
O Projeto Fedora foi fundado em 2003 quando a Red Hat decidiu dividir o Red Hat Linux em Red Hat Enterprise Linux e um sistema operacional baseado na comunidade, o Fedora. A primeira edição do Fedora Linux — até então conhecido como Fedora Core 1 — foi lançada em 6 de novembro de 2003. A comunidade Fedora continua a prosperar e a distribuição Fedora Linux tem a reputação de ser uma distribuição FOSS que se concentra na inovação e no trabalho próximo com outras comunidades Linux.

### Intrusão de segurança
Em agosto de 2008, vários servidores do Projeto Fedora foram comprometidos. Após investigação, descobriu-se que um dos servidores comprometidos foi usado para assinar os pacotes de atualização do Fedora. O Projeto Fedora afirmou que os invasores não obtiveram a chave de assinatura do pacote que poderia ser usada para introduzir software malicioso nos sistemas dos usuários do Fedora através do processo de atualização. Os administradores do projeto realizaram verificações no software e não encontraram nada que sugerisse que um cavalo de troia havia sido introduzido. Por precaução, o projeto gerou novas chaves de assinatura de pacote.

## Governança
O Projeto Fedora não é uma entidade ou organização legal separada; A Red Hat mantém a responsabilidade por suas ações. O Conselho do Fedora é atualmente o órgão de liderança e governança de nível superior da comunidade. O Conselho é composto por representantes de diferentes áreas do projeto, nomeados papéis indicados pela Red Hat, e um número variável de assentos ligados às metas de médio prazo do projeto.
A comunidade também está envolvida na organização de níveis mais baixos de liderança, tanto o Fedora Engineering Steering Committee (FESCo) quanto o Mindshare Committee (responsável pela supervisão técnica e comunitária, respectivamente) são órgãos eleitos pela comunidade que gerenciam partes significativas do projeto. As eleições ocorrem na aplicação web Fedora Elections.

## Quatro fundações

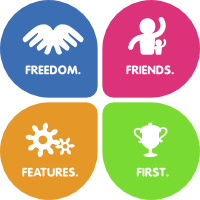
As quatro fundações da Comunidade Fedora: Liberdade, Amigos, Recursos e Pioneirismo.

A comunidade Fedora compartilha quatro valores, chamados de "Quatro Fundações": Freedom, Friends, Features e First — Liberdade, Amigos, Recursos e Pioneirismo, em tradução livre.

### Freedom
A comunidade dedica-se ao software livre, gratuito e disponível a todos. O avanço da liberdade de software e conteúdo é um objetivo central da comunidade. Software proprietários ou com patentes não são disponibilizados pelo Projeto Fedora.

### Friends
A comunidade é diversa e promove continuamente a inclusão, independentemente do nível de habilidade técnica ou individualidade. O Código de Conduto do Projeto Fedora lista como compromisso a promoção de um ambiente aberto e acolhedor. A forte parceria entre Red Hat e a comunidade de voluntários fornecem contribuições essenciais que ajudam o Projeto Fedora a ter sucesso.

### Features
A comunidade cria muitos dos recursos técnicos que tornaram o Linux poderoso, flexível e utilizável para um amplo espectro de milhões de usuários, administradores e desenvolvedores em todo o mundo. A colaboração com outras comunidades é um dos pontos chaves do Projeto Fedora, para que todos os usuários de software livre se beneficiem — mesmo que não usem o Fedora Linux diretamente.

### First
A comunidade está comprometida com a inovação. O Projeto Fedora disponibiliza o que há de mais recente em software livre estável e robusto, útil e poderoso para o Fedora Linux. O Fedora sempre visa fornecer o futuro, em primeiro lugar, como foi ou está sendo com o Systemd, PulseAudio, Wayland, Btrfs, Flatpak, PipeWire entre outras tecnologias.